# 燃えてトライアル
『燃えてトライアル』（もえてトライアル）は、1990年4月7日から1991年3月23日までNHK総合テレビで放送されていた若者向けのトーク番組・教養番組である。全42回。放送時間は毎週土曜 23:45 - 日曜 0:30 （日本標準時）。

## 概要
NHK教育テレビで放送されていた『土曜倶楽部』の後継番組で、参加者たちにあらゆる体験をさせるスタイルを踏襲していた。バリアフリーという言葉が一般的ではなかった時代に車椅子マップをテーマに取り上げるなど、先見性が見られた。
基本的には45分枠で放送されたが、直後の時間帯に別の番組が放送される際には0時28分に終了するなど、終了時刻は多少変動することがあった。

## 出演者
- 辻仁成 - メイン司会者。辻は歌手および映画監督としては「つじじんせい」と、作家としては「つじひとなり」と名前の読みを使い分けており、本番組出演時には後者を名乗った。
- 桑田靖子 - アシスタント
- 嘉門達夫 - 大阪放送局製作分（原則月1回放送）でのメイン司会を担当した。1990年5月19日放送分から出演した。
- 中川緑（NHKアナウンサー） - 大阪放送局製作分でのアシスタントを担当した。

## テーマ曲
- GENTLE LAND (ECHOES)
- ONE NITE DREAM（ECHOES）

## 放送リスト
| 回数 | 放送日         | サブタイトル                                                    |
| ---- | -------------- | --------------------------------------------------------------- |
| 1    | 1990年4月7日   | 乙女たちの芝居宣言                                              |
| 2    | 1990年4月14日  | ヤンエグのススメ                                                |
| 3    | 1990年4月21日  | パンクVSヘビーメタル                                            |
| 4    | 1990年4月28日  | 受験生必見！予備校講師の胸の内                                  |
| 5    | 1990年5月5日   | うれし・懐かし・子供時代カタログ                                |
| 6    | 1990年5月12日  | 下戸たちの逆襲                                                  |
| 7    | 1990年5月19日  | あえてすねかじり宣言 -僕たちの青春の門-                         |
| 8    | 1990年5月26日  | 君は世界の激動を見たか！                                        |
| 9    | 1990年6月2日   | 企業も学生も必死!? 就職戦線を読む                               |
| 10   | 1990年6月9日   | ギャグ？実存!? 四コマ漫画！                                     |
| 11   | 1990年6月16日  | 集まれ！ぼくらの“笑”ヒーロー                                    |
| 12   | 1990年6月23日  | さよなら人類？まるかじり進化論                                  |
| 13   | 1990年7月7日   | アッと驚くアート入門                                            |
| 14   | 1990年7月14日  | フィルムの穴が好き！8ミリ映画最後の逆襲                         |
| 15   | 1990年7月28日  | 今夜は“家事ある（カジュアル）”大論争                            |
| 16   | 1990年8月4日   | 言葉で冒険してみないか -反ブンガク的現代詩入門-                 |
| 17   | 1990年8月25日  | あついぜ！民謡！河内の音頭はボクらのビート                      |
| 18   | 1990年9月1日   | チケット入手作戦必勝法                                          |
| 19   | 1990年9月8日   | 見てきたぞ！ハンガリー                                          |
| 20   | 1990年9月15日  | 肉迫！これがなにわの老人や！                                    |
| 21   | 1990年9月22日  | ミュージカルやろうぜ                                            |
| 22   | 1990年9月29日  | TERAからの使者                                                  |
| 23   | 1990年10月6日  | 不眠都市・東京大探検                                            |
| 24   | 1990年10月13日 | さらばオシャレBAKA -ぼくらの脱・ブランド宣言-                   |
| 25   | 1990年10月20日 | KABUKIで体感！ニッポンの心                                      |
| 26   | 1990年10月27日 | 小説家になりたい！                                              |
| 27   | 1990年11月3日  | サリサリ・ハロハロ -フィリピン・タガログ語辞典をつくる-         |
| 28   | 1990年11月10日 | 仁成のOH！演歌                                                  |
| 29   | 1990年11月24日 | この秋ボクらは街をゲージュツする                                |
| 30   | 1990年12月1日  | ボクらの夢は銀幕に輝く                                          |
| 31   | 1990年12月15日 | 楽してもうかるサシスセソ                                        |
| 32   | 1990年12月22日 | ミュージカルやろうぜ！PART2                                     |
| 33   | 1991年1月19日  | ぼくらにも許せないことがある たまに怒りを叩きつけてもれば？     |
| 34   | 1991年1月26日  | OLのお姉さんに好かれる法 -この春からサラリーマンになるあなたへ- |
| 35   | 1991年2月2日   | 熱意発信！ボクらのメディア                                      |
| 36   | 1991年2月9日   | ぼくたちの木を植えよう                                          |
| 37   | 1991年2月16日  | 車いすマップで町が見えた                                        |
| 38   | 1991年2月23日  | おいしい職業ビデオ図鑑                                          |
| 39   | 1991年3月2日   | 見参！燃えトラ劇団初舞台                                        |
| 40   | 1991年3月9日   | 沖縄の魂（ソウル）を歌いたい                                    |
| 41   | 1991年3月16日  | これがボクらのヒーローや！ -新たなるヒーロー伝説-               |
| 42   | 1991年3月23日  | 山あり谷あり・汗と涙の最終便                                    |